# Sauvetage de Genève
La Société de sauvetage de Genève, abrégé « Sauvetage de Genève », est une association suisse d’utilité publique. Elle fait partie de la Société internationale de sauvetage du Léman (SISL), dont elle est l'une des 34 sections. Son but est de prêter assistance aux personnes et aux embarcations en danger sur le lac. Le Sauvetage de Genève s’engage aussi dans la protection du lac Léman et la préservation de l’environnement lacustre. Il collabore pour cela avec d’autres organisations, notamment l’association de sauvegarde du Léman (ASL).
Il fait également de la prévention. En 2019, avec le soutien de l'Association des usagers des Bains des Pâquis - AUBP, de la buvette des bains et de SAG Secours Ambulances, une vidéo de prévention, est réalisée, elle compte aujourd’hui près de 200’000 vues sur Facebook.
Le Sauvetage de Genève a été fondé en 1885 et est membre fondateur de la Société internationale de sauvetage du Léman. Il est basé à Genève, aux Bains des Pâquis.

## Histoire
La société de sauvetage de Genève fut créée en 1880, sous le nom de Société de Sauvetage du Léman, Rhône et Arve. Le fondateur et président était Joseph Mégemond. La société exista pendant trois ans, puis elle périclita.
Elle renaquît en 1885, sous l’impulsion de William Huber, lorsque la SISL fut fondée. Elle devint alors une des six premières sections de la SISL, sous son nom actuel, Société de sauvetage de Genève.

## Missions et activités

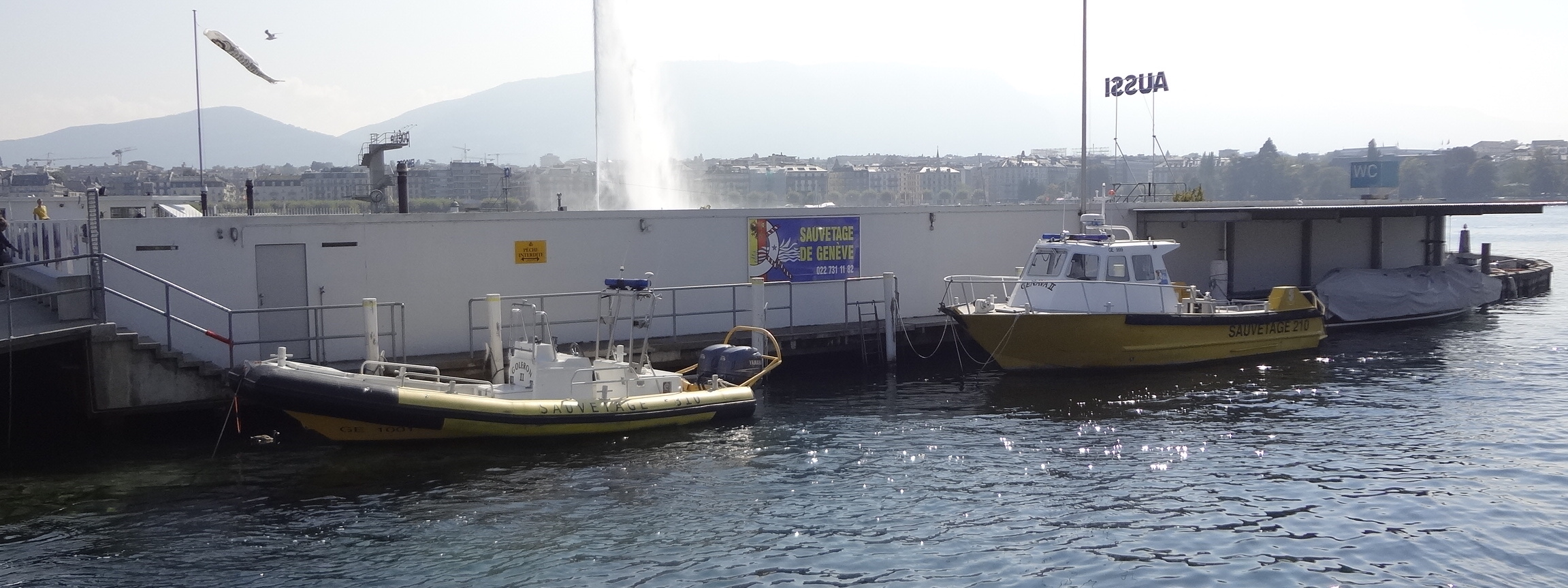
La Vedette Lemano 210 « Genava II » et l'unité d’intervention Lemano 310 « Goléron II » amarrés à leur base aux Bains des Pâquis.

Durant le printemps et l’été (période la plus favorable à la navigation de plaisance sur le lac Léman) les bénévoles du Sauvetage de Genève sont présents sur le lac tous les week-ends. Ces périodes de surveillance régulières sont appelées « vigies ». Le Sauvetage de Genève est présent notamment pour effectuer la surveillance des régates, comme par exemple le Bol d'or, la Lake Parade ou encore le Triathlon 
Les interventions de base sont : remorquage, dériveur retourné, recherche, incendie, secours à personne. La prévention fait partie des activités.
Durant la saison froide, les cinq sections genevoises de la SISL se relayent pour assurer une présence chaque week-end. La zone à surveiller est alors plus grande, mais le secteur est généralement beaucoup plus calme.
Dans le cadre de son but d’assistance aux personnes en danger, le Sauvetage collabore avec d’autres organismes qui ont des buts similaires, en particulier les autres sections de la SISL, ainsi que la Brigade de la navigation (BNAV), le Service d'incendie et de secours de la ville de Genève (SIS) et la REGA. En semaine, ce sont les professionnels de la Police et du SIS qui assurent une présence sur le lac, mais en cas d'intervention de grande envergure ou de recherche, les sauveteurs peuvent être engagés par la Police, via un système d'alarme par SMS.

## Formation
Les membres de l’association sont bénévoles. Le Sauvetage de Genève dispose de deux bateaux pour assurer sa mission. Les bénévoles qui naviguent lors des « vigies » sont appelés « équipiers ». Ils sont formés aux premiers secours (BLS-AED), à la natation de sauvetage, à la lutte anti incendie, à la navigation et au matelotage. Des formations internes et des recyclages sont assurés régulièrement. Les membres ont aussi accès aux formations de la SISL et de la Société suisse de sauvetage (SSS).
Formations proposées entre 2017 et 2020 :
- formations générales : module matelotage, module sanitaire, module feu et voie d’eau, natation, cours de voile et pilotage ;
- formations spéciales : maniement de la grue (APB)[6], Mouettes genevoises solaires , planche à voile et paddle, accident de wakeborad ;
- exercices : en collaboration avec les Samaritains de Plan-les-Ouates, les Samaritains des Trois-Chêne. Également les futurs ambulanciers de l'EsAMB de Genève dans l'exercice partenaire en association avec les communes de Corsier, Anières et Hermance (CoHerAn), les gardiens des  Bains des Pâquis, avec la participation de Sup Genève[7] et du bateau « Belle Époque » Genève ;
- visites : secours tactiques de l’ONU, Police de la Navigation et son matériel de recherche, poste de pilotage et machinerie du Jet d’eau (SIG), poste de secours des Bains des Pâquis, base Rega 15 ainsi que le Centre Ornithologique de Réadaptation (COR) ;
- partenariat avec Secours Ambulances Genève (SAG)[8]: possibilité offerte aux sauveteurs de réaliser des stages d’observation et exercices en commun.

## Comité
Le comité est composé de 6 membres actifs, aidés dans la gestion de la société par divers responsables (qualité, rame, jeunes sauveteurs, activités caritatives, évènementiel et responsable d’exploitation), un médecin référent et des instructeurs (bateau moteur, matelotage, voile et natation).
| Président                    | Vittorio Foglia      |
| Vice-président / secrétaire  | Sacha Wunsch-Vincent |
| Administratif / informatique | Samuel Jung          |
| Formation / sanitaire        | Philippe Propper     |
| Trésorière                   | Zoé Waldmann         |
| Technique                    | Eric Steinmyller     |

## Bateaux

### Vedette Lemano 210 «Genava II»

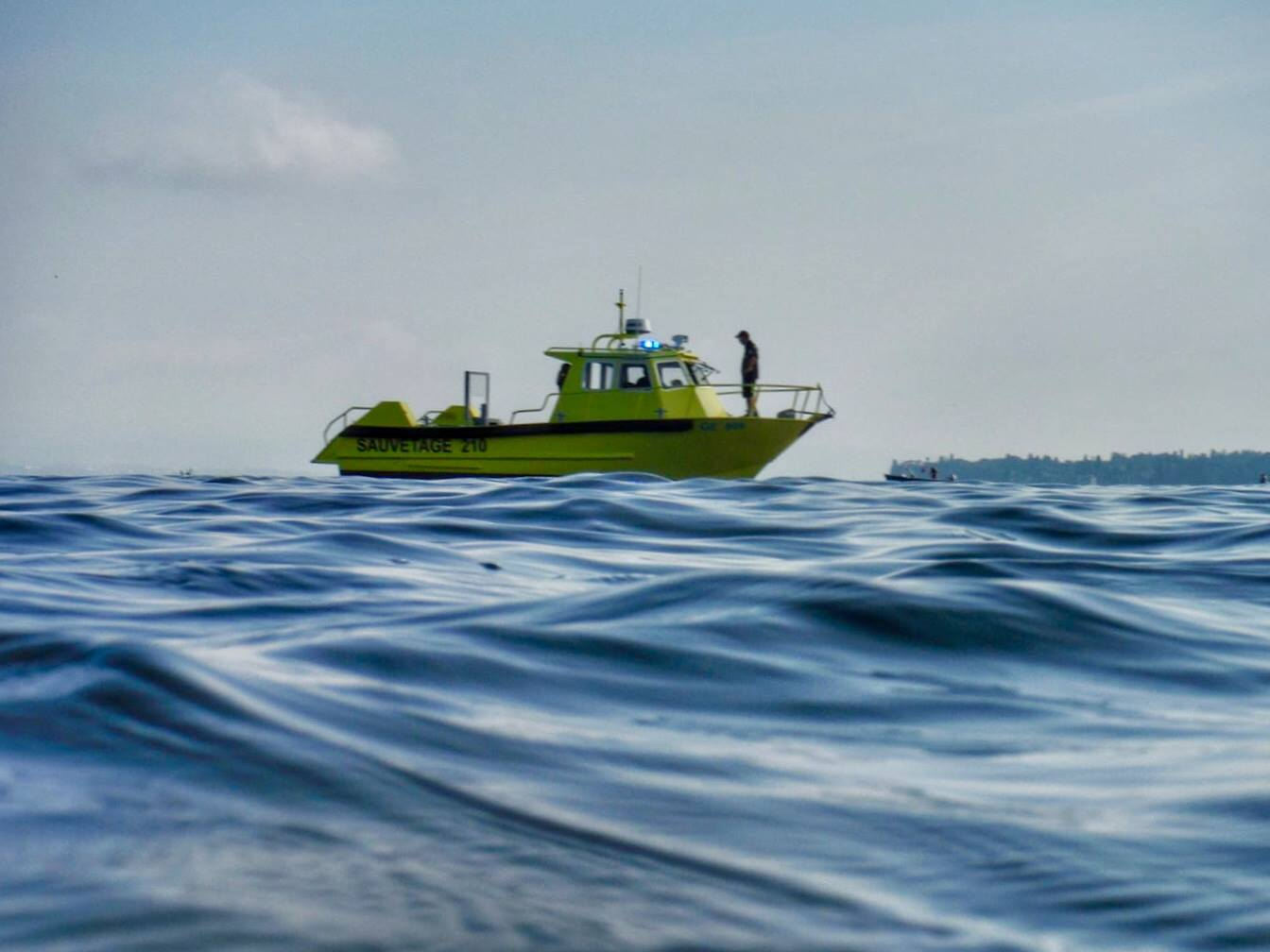
Le Lemano 210 lors d'une intervention sur le lac.

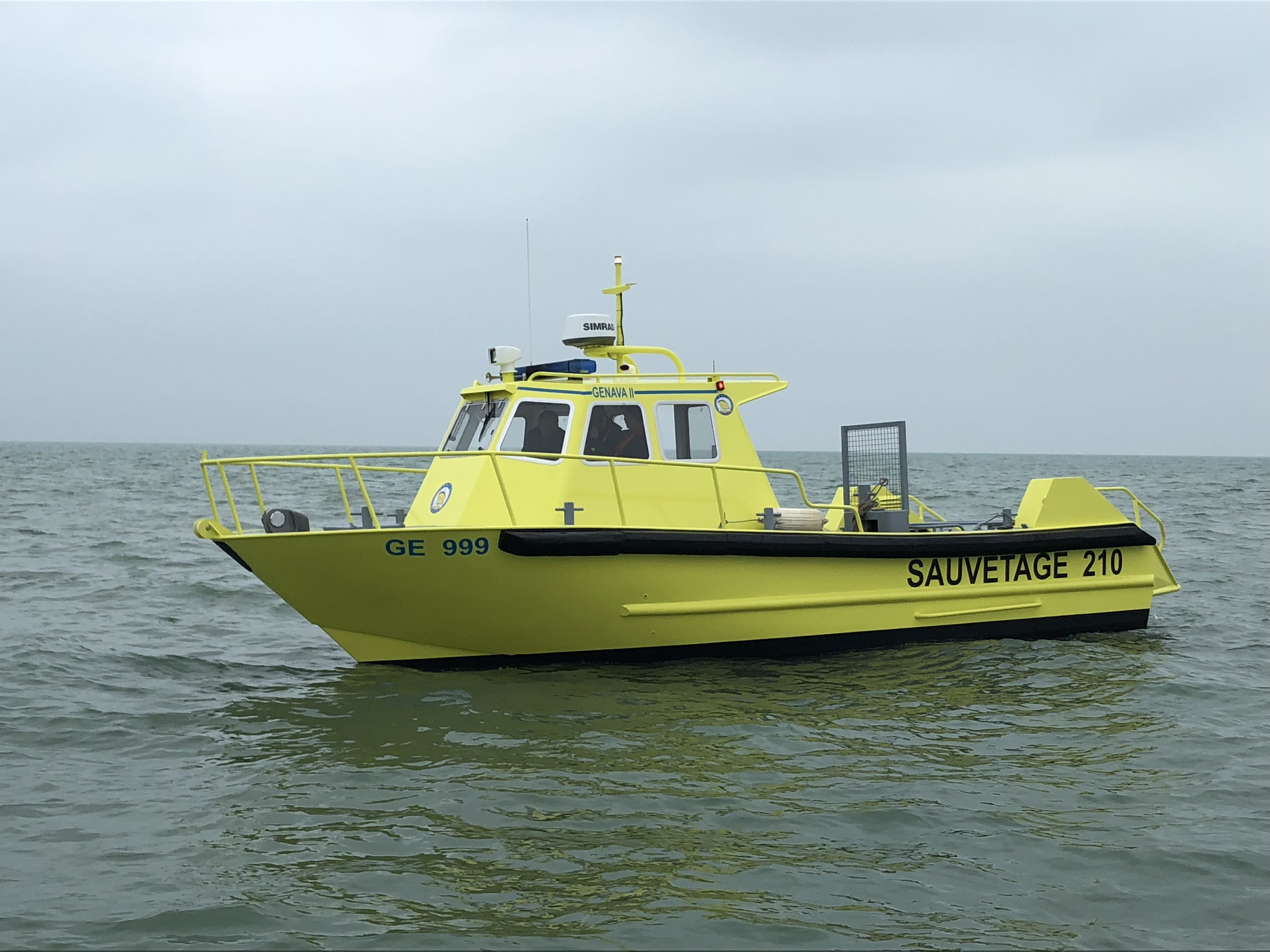
Le Lemano 210, entièrement rénové, lors de ses essais en mer à Granville en avril 2018

L'appellation « vedette » indique le plus souvent un bateau entre 8 et 11 mètres avec cabine et poussé par un ou deux moteurs in-bord. Ce bateau est bien adapté en hiver (chauffage), pour la navigation de nuit, lors de tempêtes ou d’orages et pour les incendies. Il est également bien adapté pour le secours aux victimes, il y a de la place pour travailler, possibilité de mettre une victime planchée au chaud dans la cabine.
En septembre 2017, la vedette a pris la direction de son chantier naval d'origine, Alu Acier Service Marine en Normandie, pour une remise complète en état permettant de prolonger sa durée de vie de 15 à 20 ans.
Il est de retour et à nouveau opérationnel sur le Léman depuis avril 2018.
| Longueur       | 9,80 m                               |
| Largeur        | 3,20 m                               |
| Tirant d'eau   | 0,70 m                               |
| Matériaux      | Aluminium                            |
| Poids          | 4 230 kg                             |
| Moteur         | 1x 225 CV Volvo Penta diesel in-bord |
| Places         | 20                                   |
| Construction   | 1998                                 |
| Rénovation     | 2018                                 |
| Chantier Naval | Alu Acier Service Marine             |
| Modèle         | Red Star 850                         |

### Unité d’intervention Lemano 310 «Le Zéphyr»

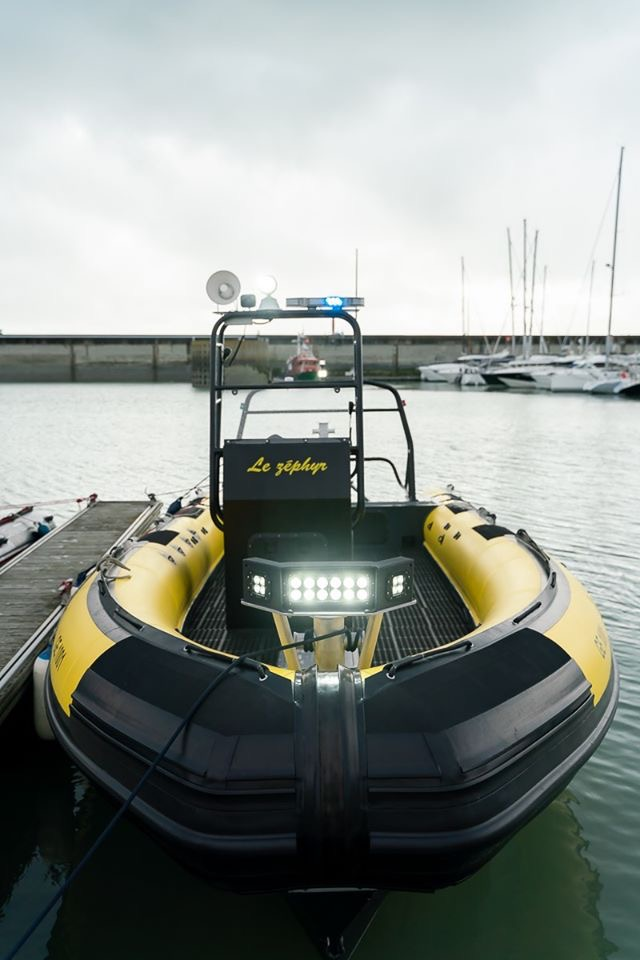
Le Zéphyr vu de face au port de Granville, lors de ses essais en mer.

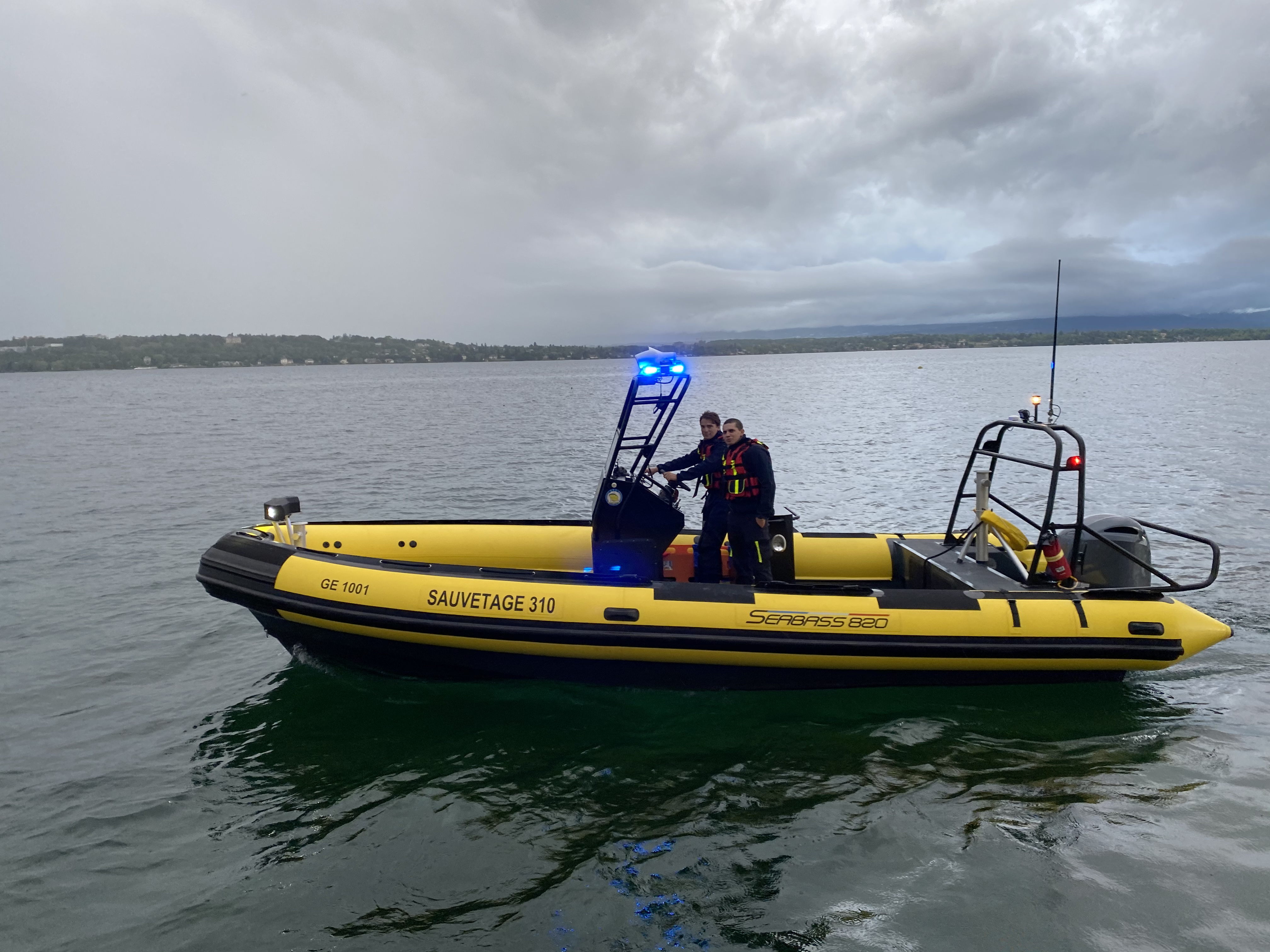
Le Zéphyr avec ses feux bleu enclenchés

Le terme "unité d'intervention" sous-entend des bateaux de petite taille à coque rigide, semi-rigide ou caoutchouc propulsés par un ou deux moteurs hors-bords. Ce bateau est bien adapté en été (visuel et communication avec les équipiers), pour le secours rapide à personne (récupération d’homme à la mer) et pour l’approche au bord (faible tirant d’eau et boudins).
Entre 2018 et 2019, une commission a été créée afin d'étudier une possible rénovation de l'unité 310 actuelle ou alors le rachat d'une nouvelle unité. Cette dernière option a été choisie. Début et fin 2019, une équipe de sauveteur s'est rendue en Normandie dans le chantier naval afin de voir l'avancée des travaux. Début mars 2020, une équipe de 3 sauveteurs s’est rendue pour la dernière fois en Normandie afin de le prendre en main et de réaliser des essais avec le chantier naval. Le bateau est arrivé sur le Léman le 31 mars 2020.
| Longueur de la coque | 8,54 m                             |
| Largeur              | 3,05 m                             |
| Triant d’eau         | 0,43 m                             |
| Matériaux            | Aluminium & boudin Hypalon         |
| Poids                | 2 200 kg                           |
| Moteur               | 1x 200 CV Yamaha benzine hors-bord |
| Puissance            | 147 kW                             |
| Places               | 11                                 |
| Année                | 2020                               |
| Chantier Naval       | Alu Acier Service Marine           |
| Architecte           | Pierre Delion/Architecture navale  |
| Modèle               | Seabass 820                        |

### Barque à rames «Servir»
Chaque société de sauvetage a une barque à rames qui servait à l’époque pour les sauvetages. Aujourd’hui une équipe de membres rame régulièrement et participe aux concours intersociétés.
| Longueur     | 10 m                       |
| Largeur      | 2,30 m                     |
| Tirant d'eau | 0,60 m                     |
| Matériaux    | acajou 16 mm               |
| Poids        | 1 200 kg                   |
| Moteur       | sans                       |
| Places       | 10                         |
| Construction | 1947                       |
| Marque       | Bessert et Engeli à Genève |
| Modèle       | Canot à tableau 10 tolets  |

### Ancienne unité d’intervention Lemano 310 «Goléron II»

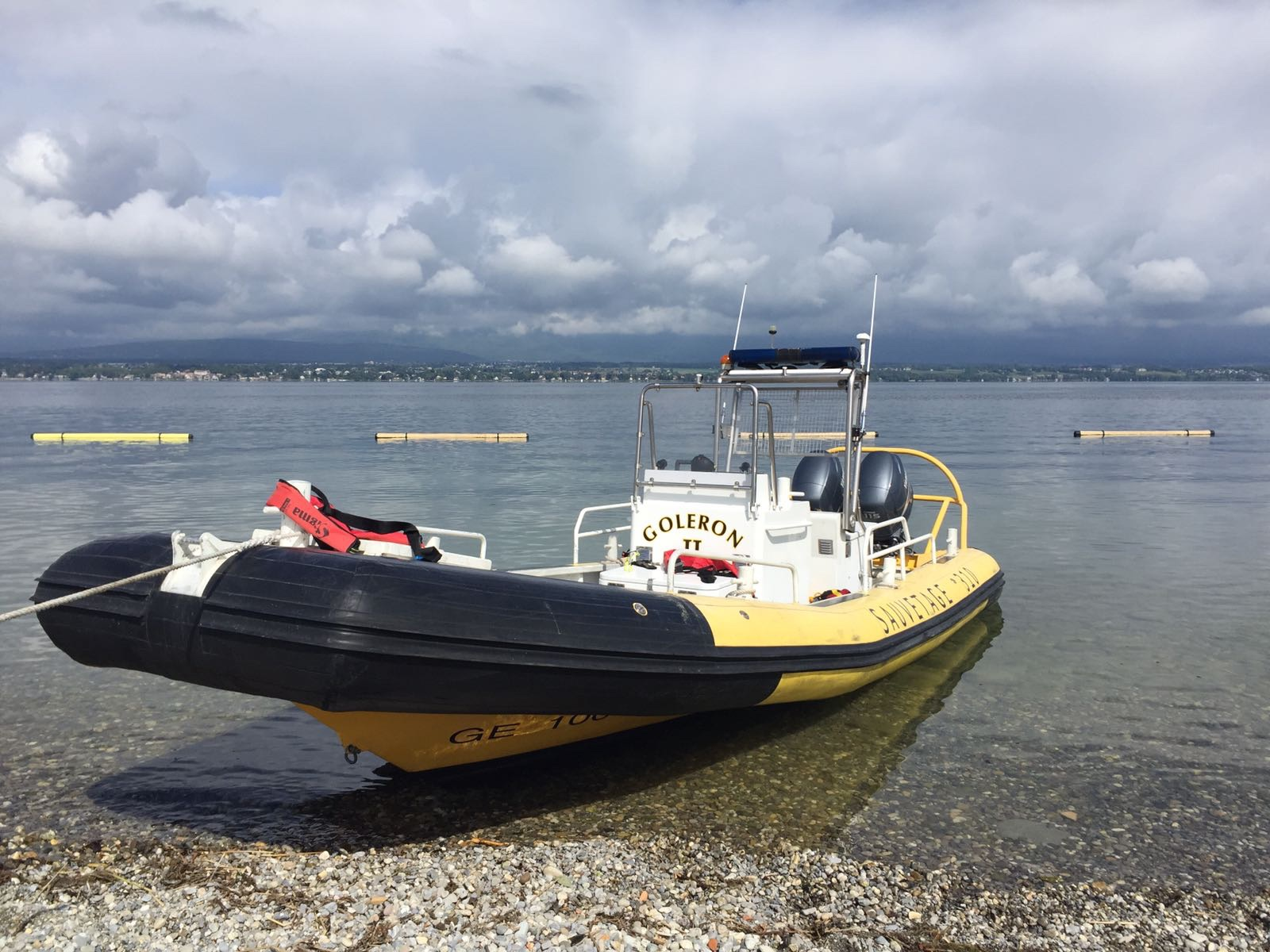
Le Goléron II amarré sur la Plage d’Hermance lors de l'exercice CoHerAn 2017

| Longueur       | 8,15 m                             |
| Largeur        | 2,83 m                             |
| Tirant d'eau   | 0,40 m                             |
| Matériaux      | Aluminium & boudin Hypalon         |
| Poids          | 1 700 kg                           |
| Moteur         | 2x 115 CV Yamaha benzine hors-bord |
| Places         | 12                                 |
| Constrcution   | 2002                               |
| Retrait        | 2019                               |
| Chantier Naval | Alu Acier Service Marine           |
| Modèle         | Sagone 750                         |

## Prévention
Le 1 mai 5 2019, le Sauvetage de Genève publie sur son site internet et sur les réseaux sociaux (Facebook et Instagram) une vidéo de prévention, scénarisant une mauvaise attitude trop courante qui conduit à une noyade parfaitement évitable. Le clip montre de jeunes parents est assis sur leurs linges. Leur fils, va se baigner en tenant sa peluche dans la main. Les parents sont sur leurs portables, en train d'organiser un  barbecue, sans se préoccuper de leur fils. Dans la scène suivante, l’enfant a disparu, la peluche flotte à la surface du Lac Léman. Les secours arrivent, pour la noyade. Un numéro de téléphone à trois chiffres apparaît sur l’écran: le 117. Numéro d'urgence pour les secours sur le Lac Léman.